# گری (ایندیانا)
گری، ایندیانا (به انگلیسی: Gary, Indiana) یک شهر در ایالات متحده آمریکا با جمعیت ۸۰٬۲۹۴ نفر است که در شهرستان لیک، ایندیانا واقع شده‌است.

## نگارخانه

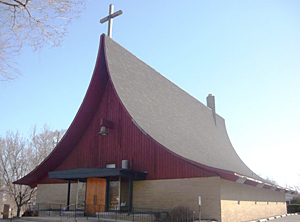
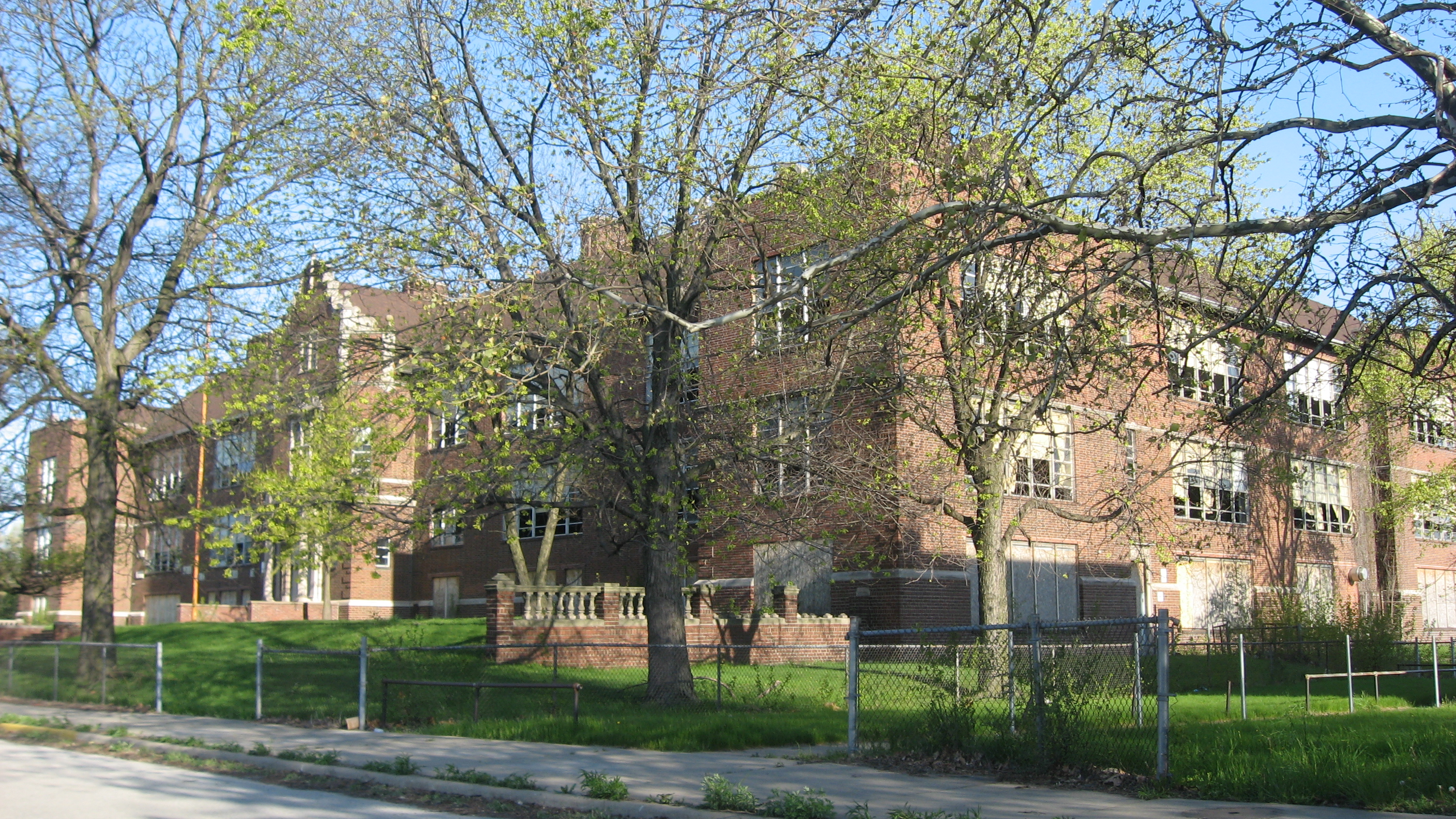
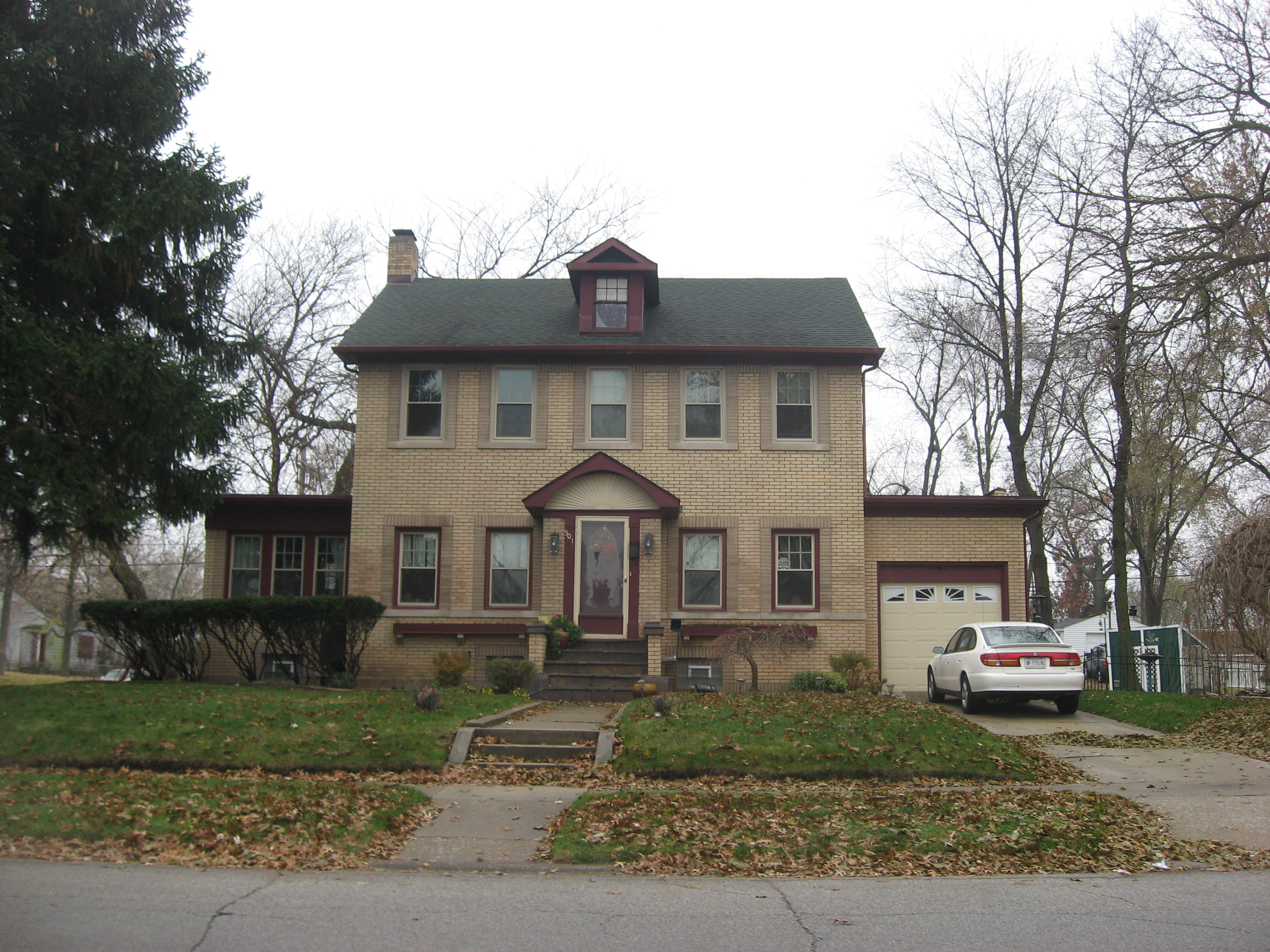
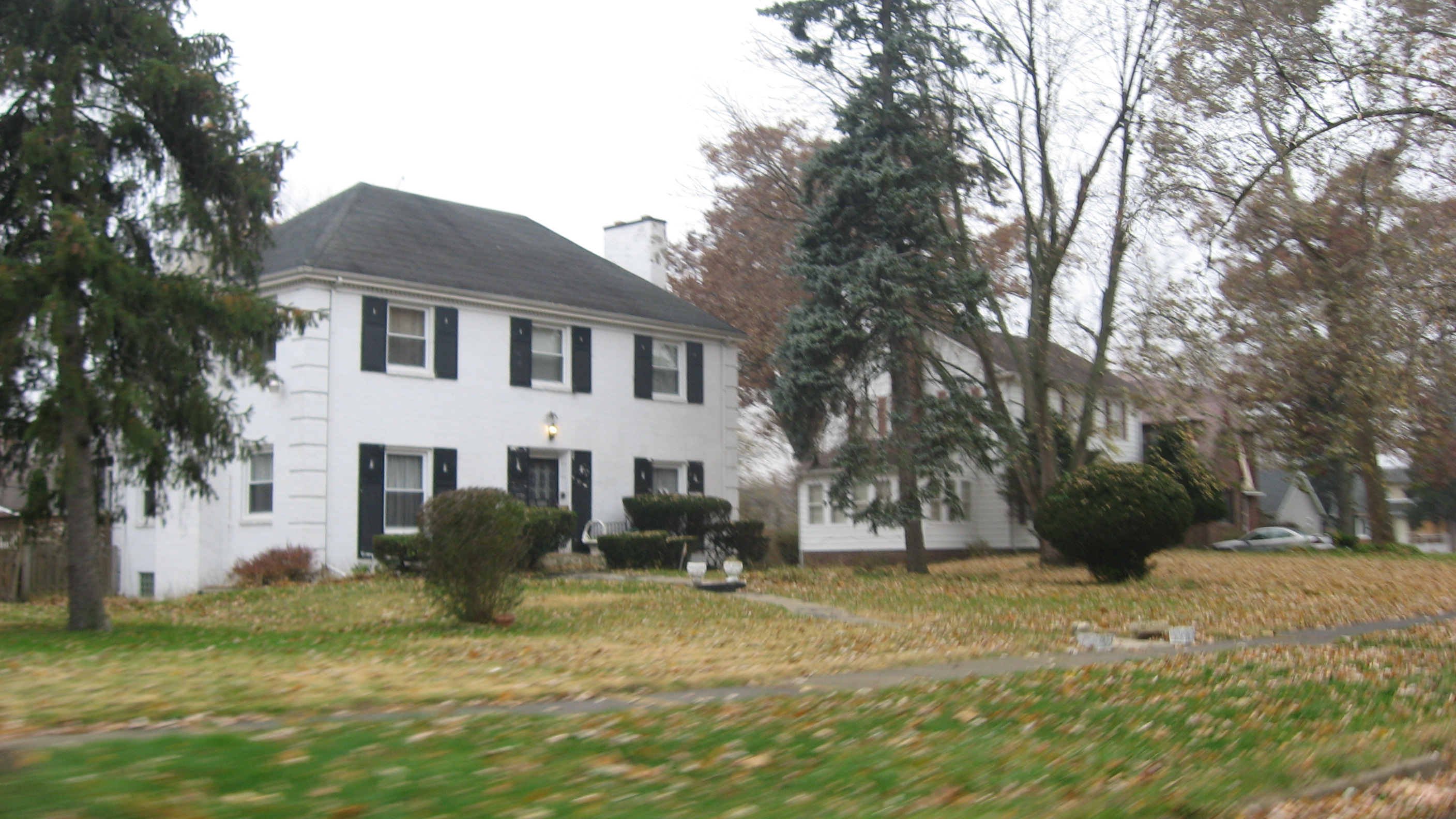
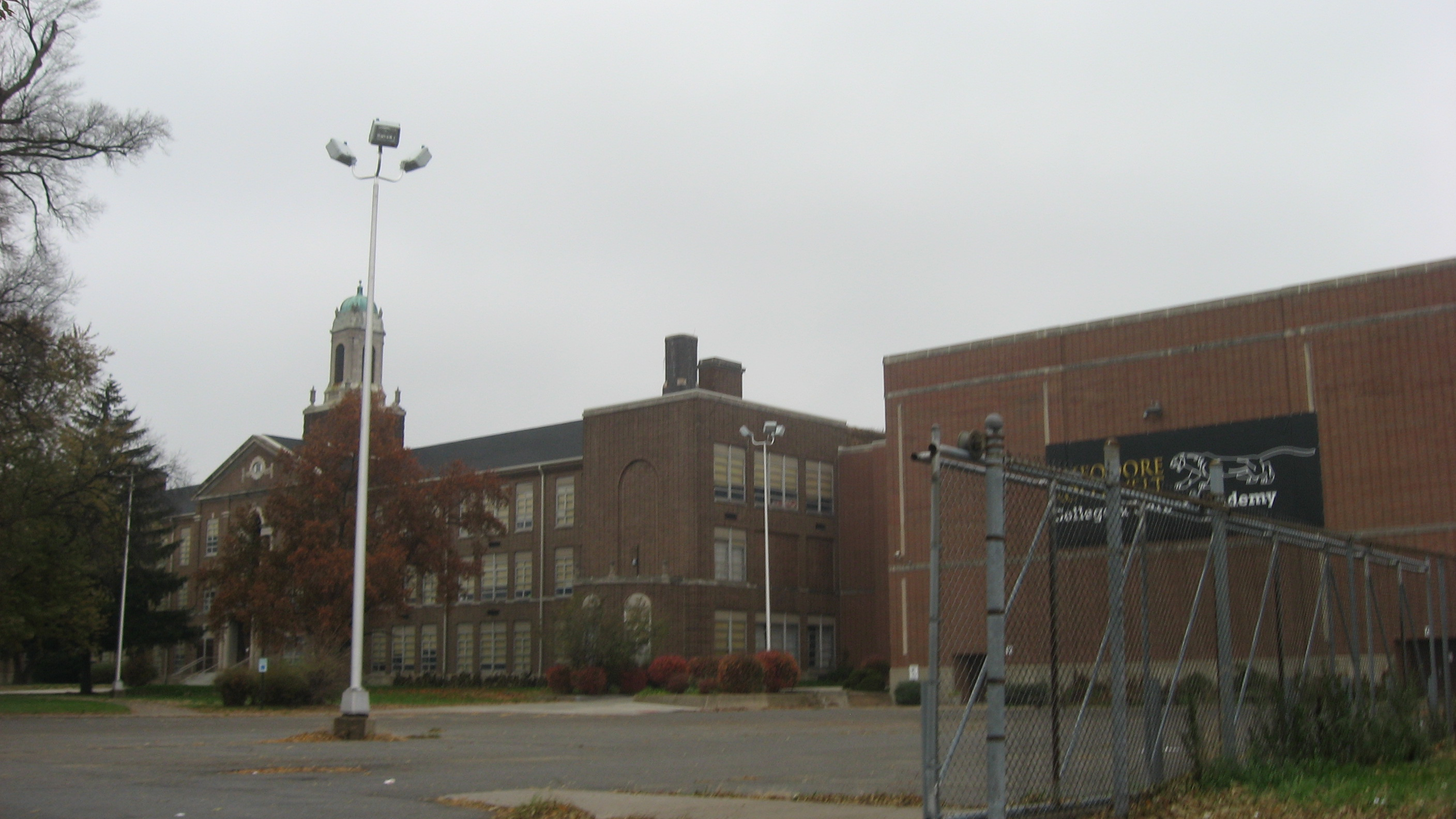
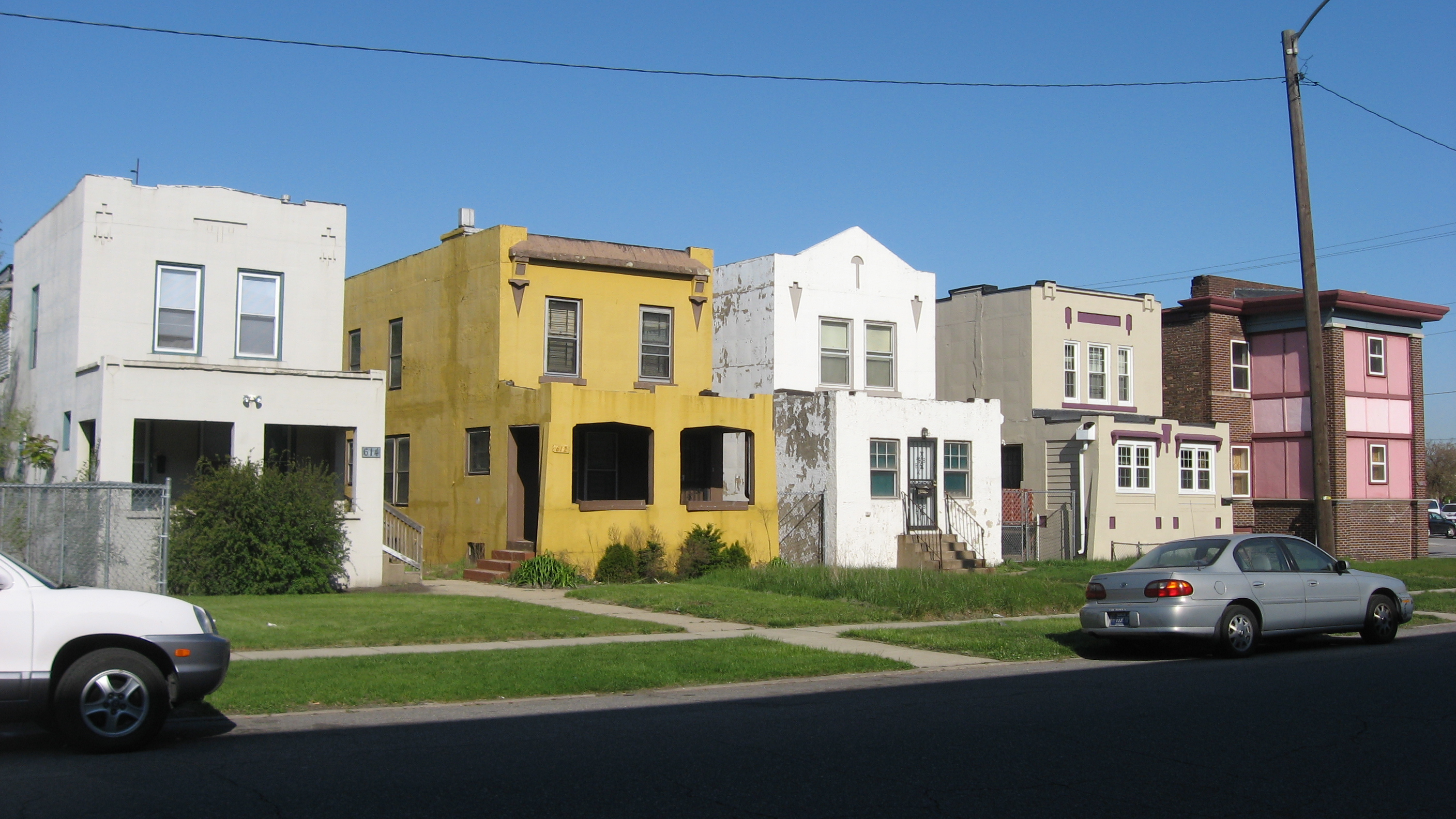
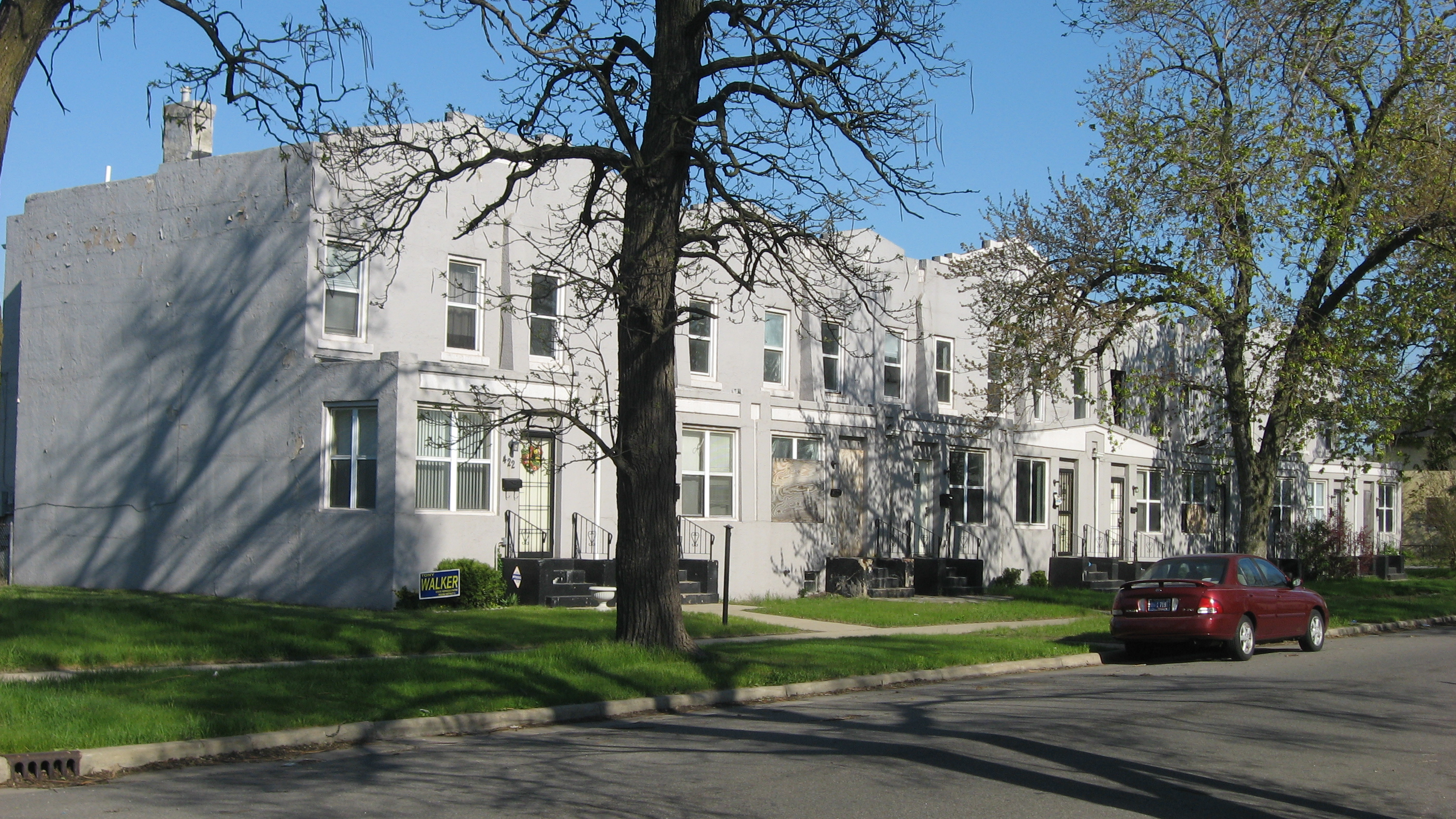
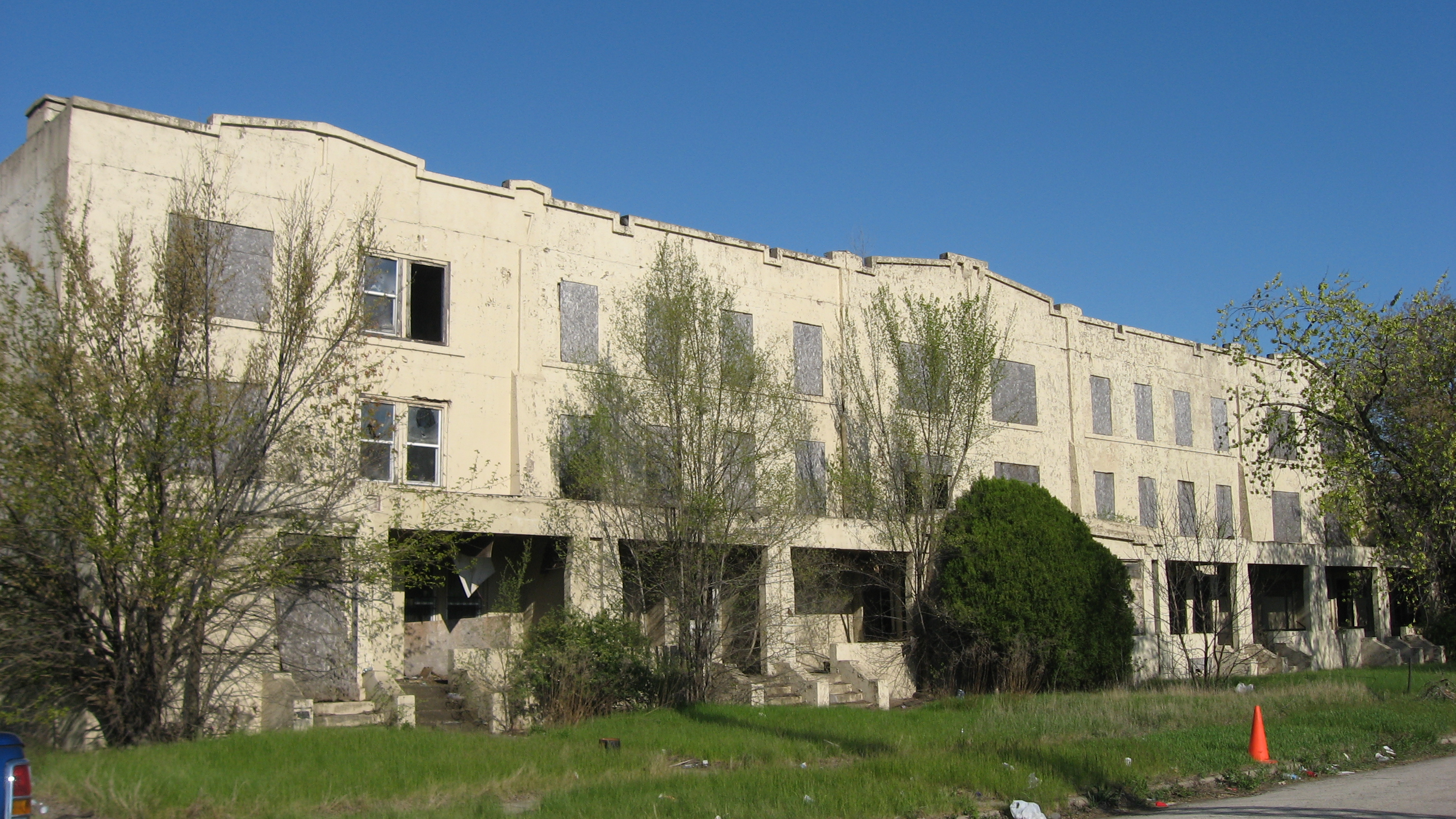
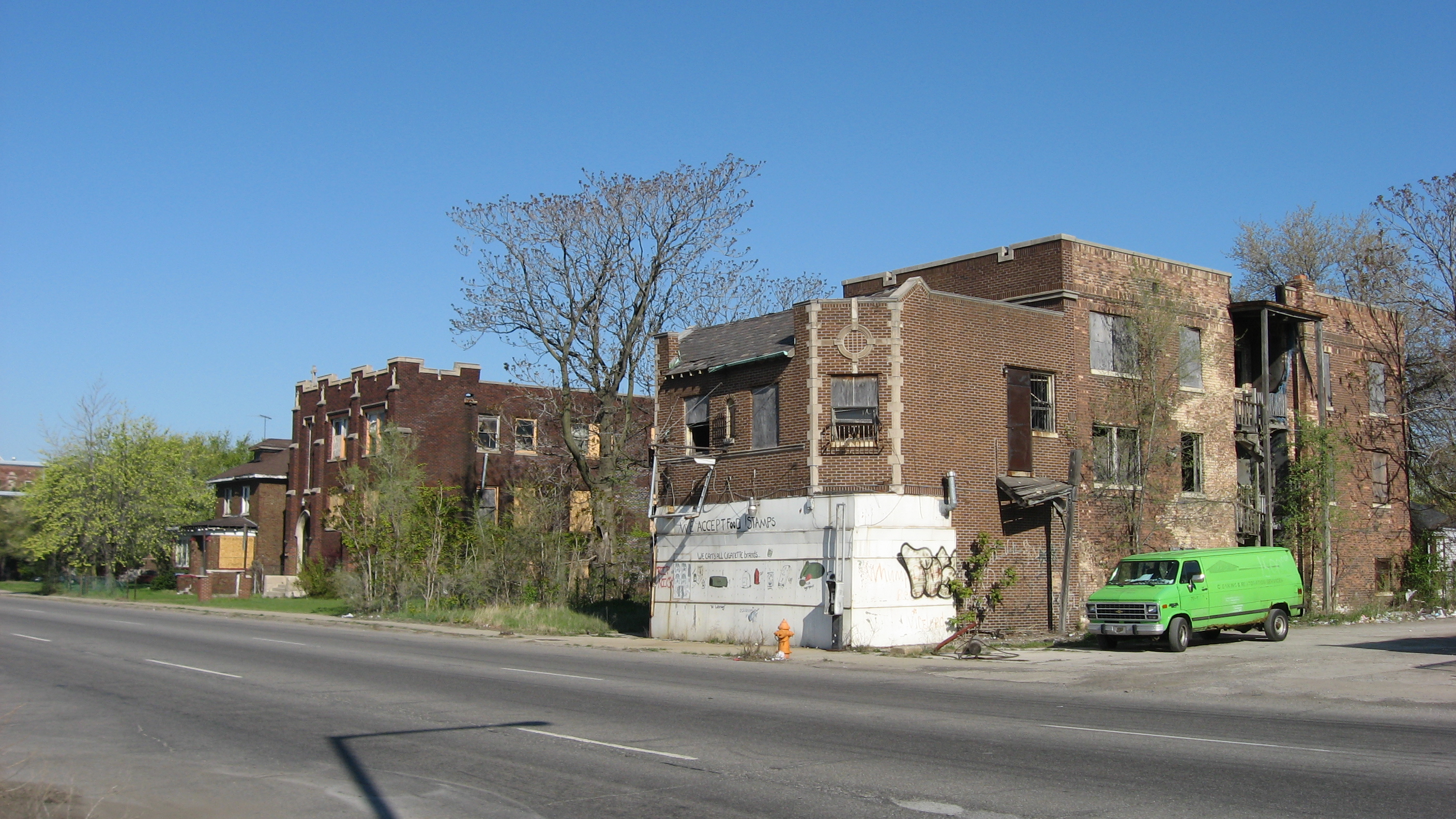
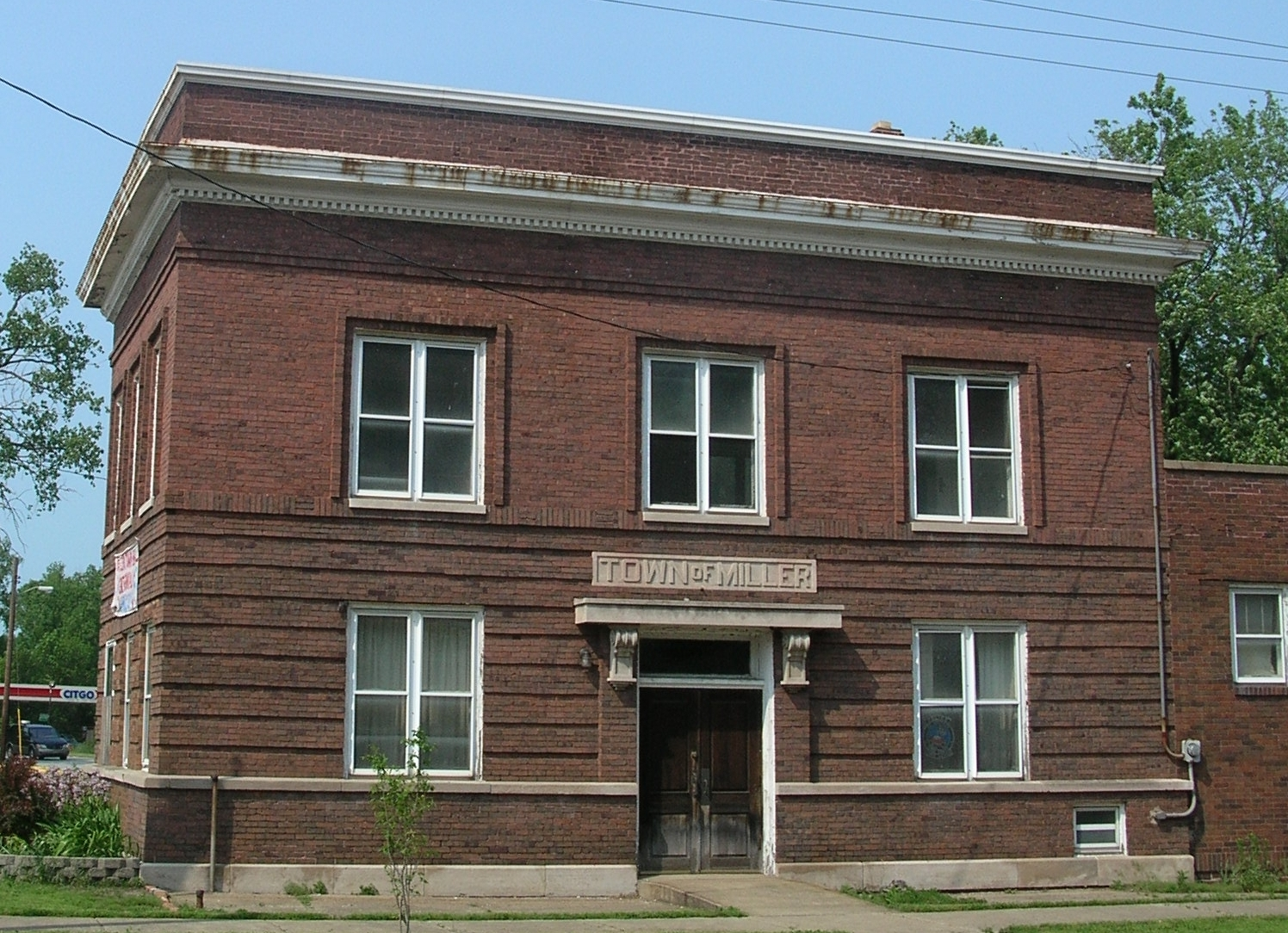
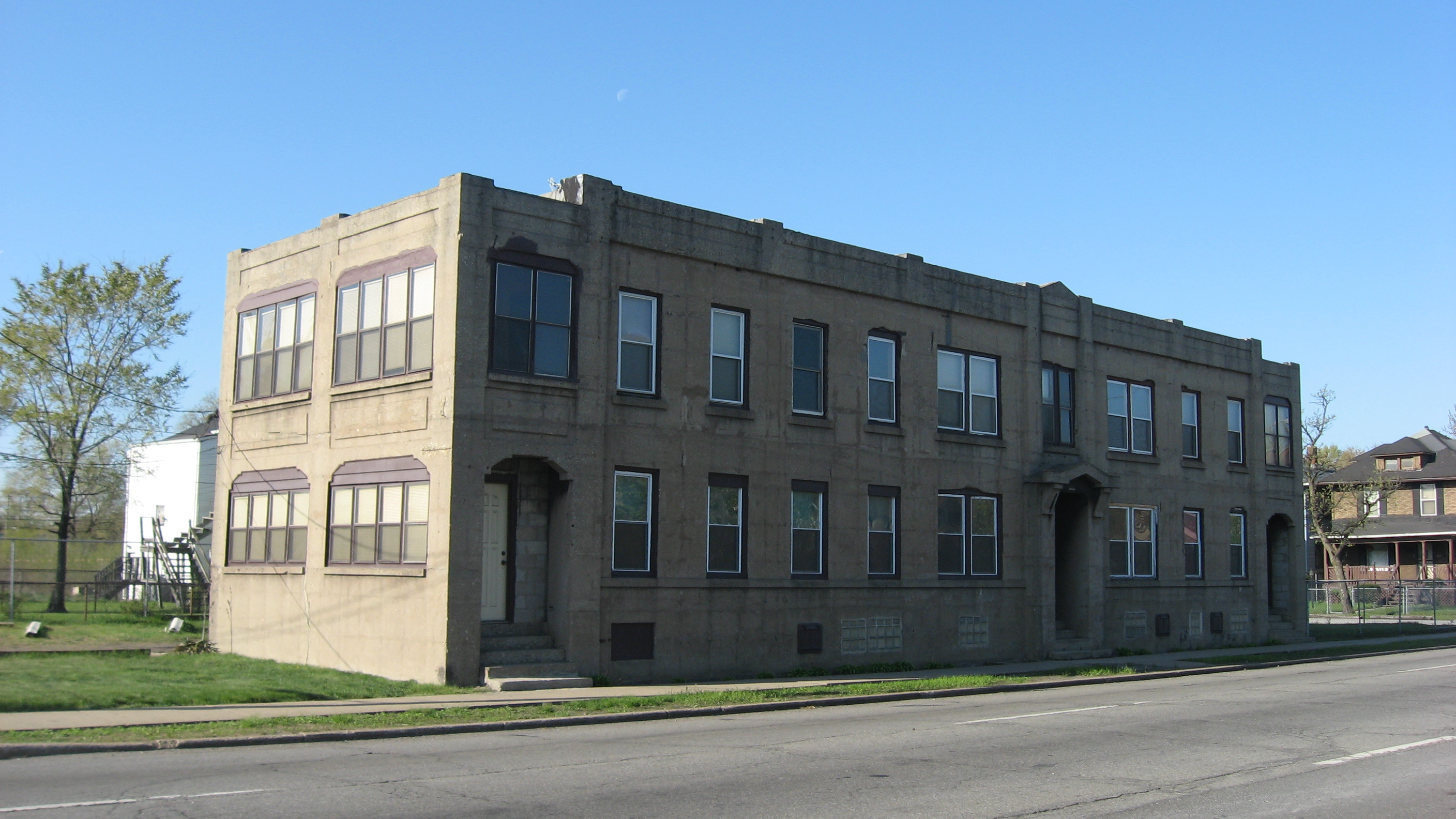
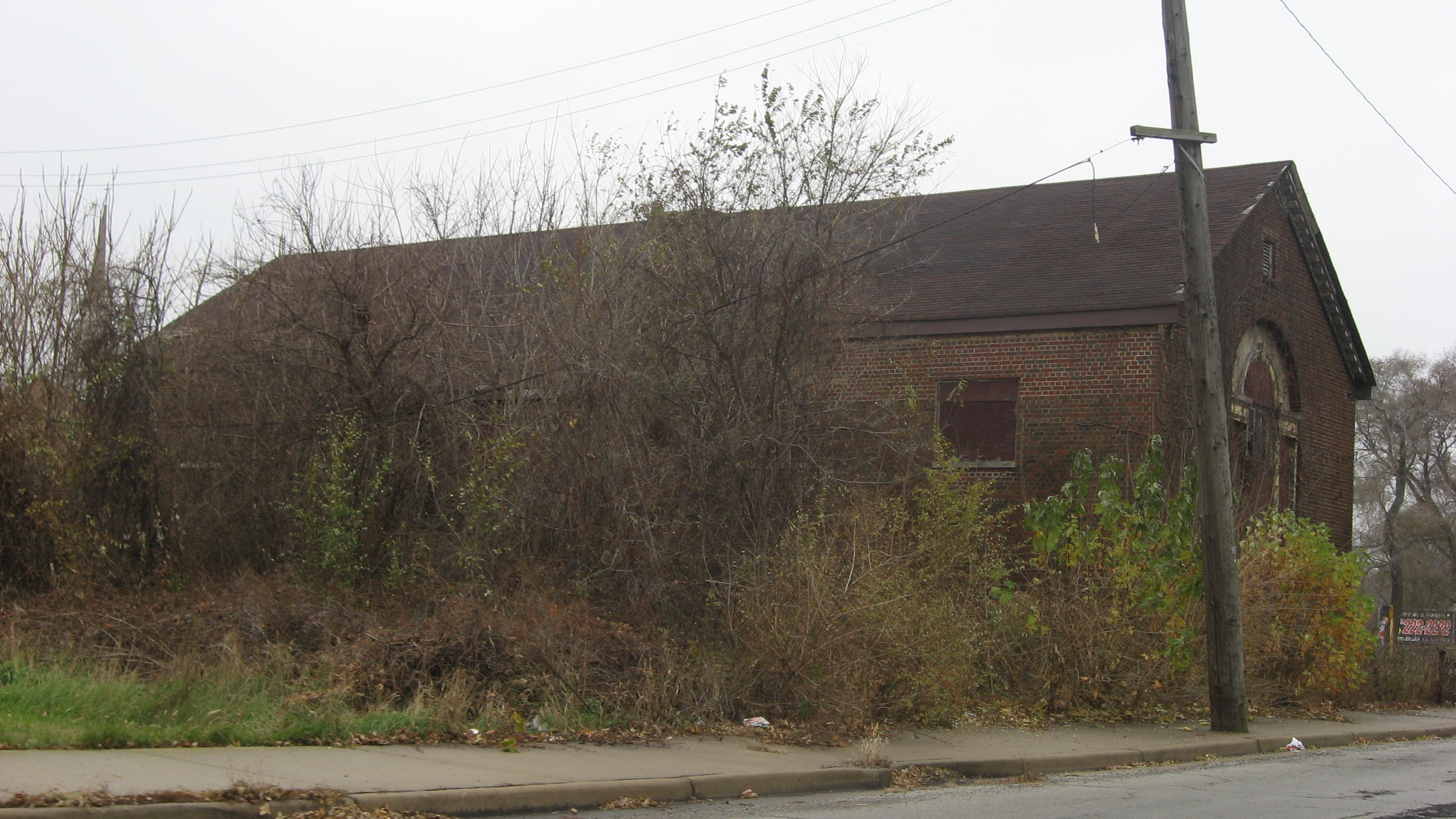
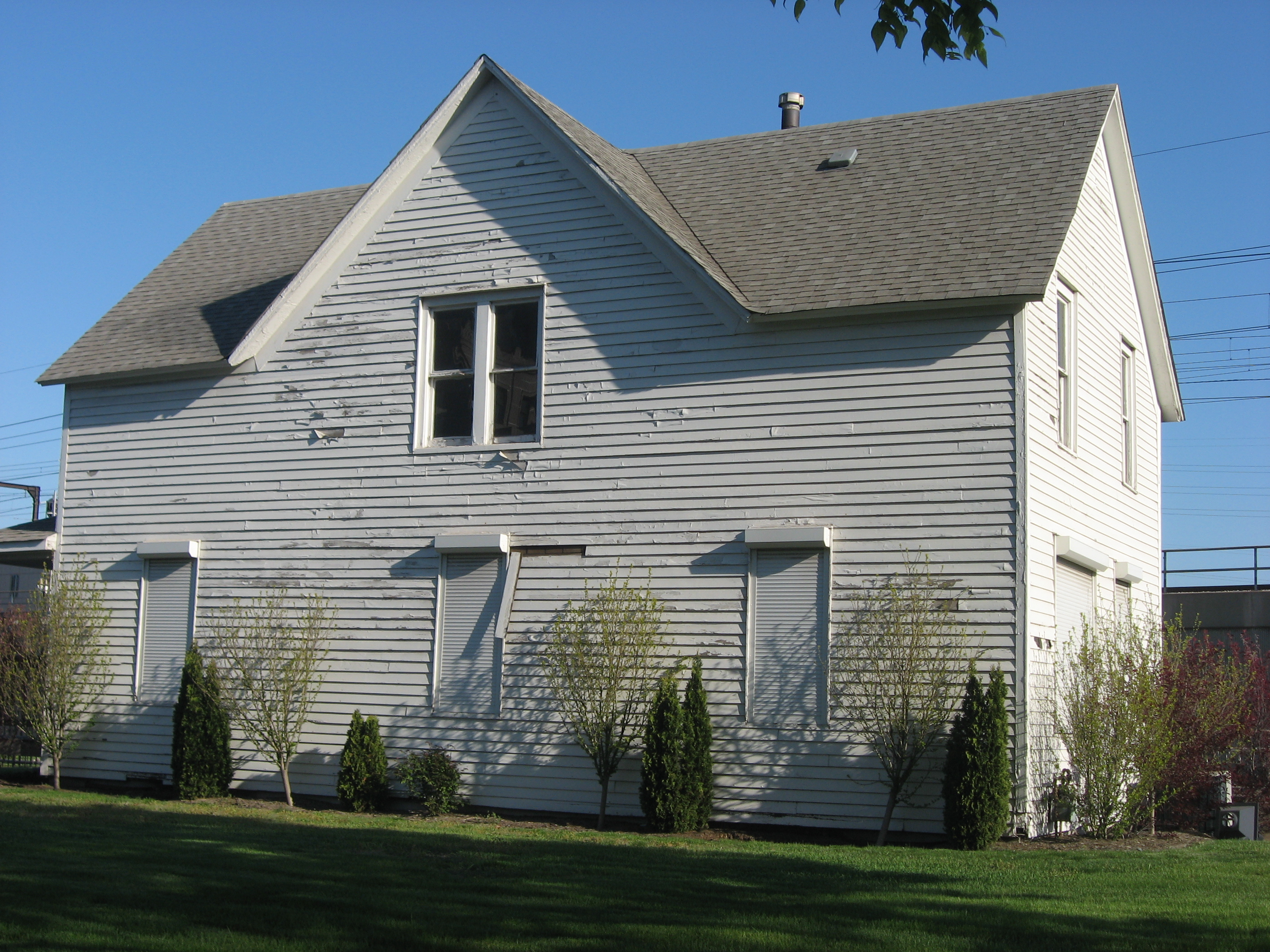
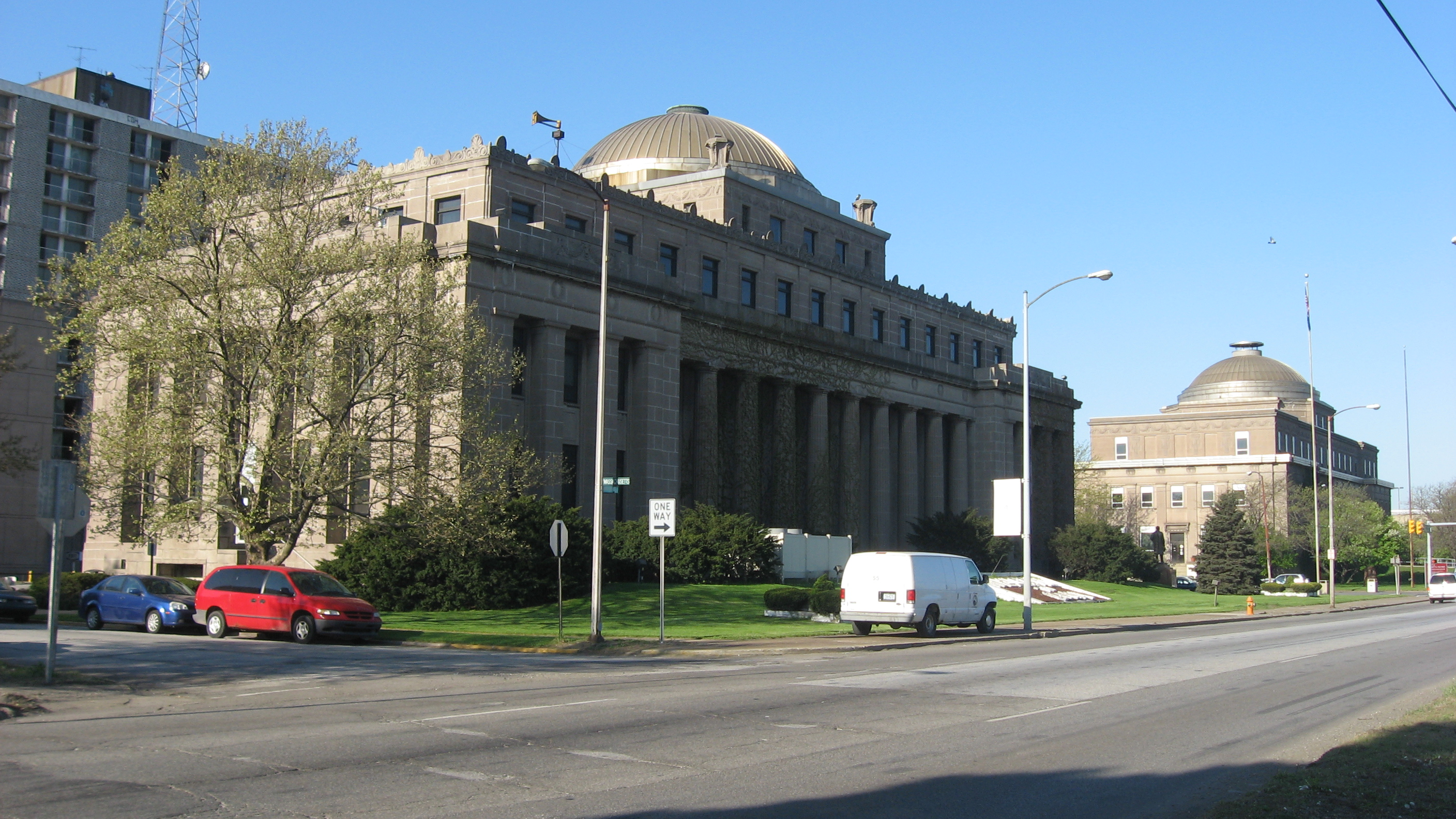
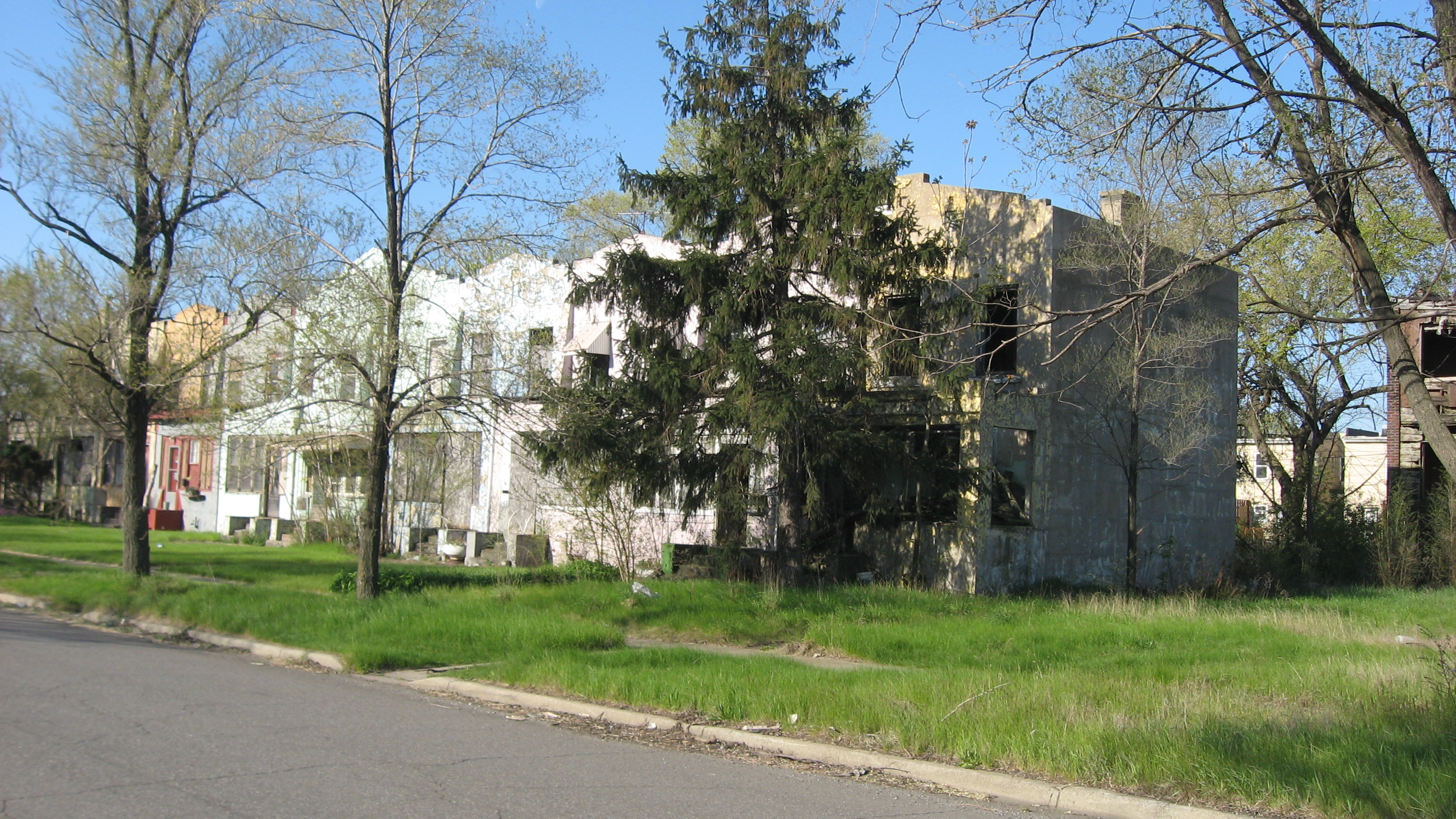
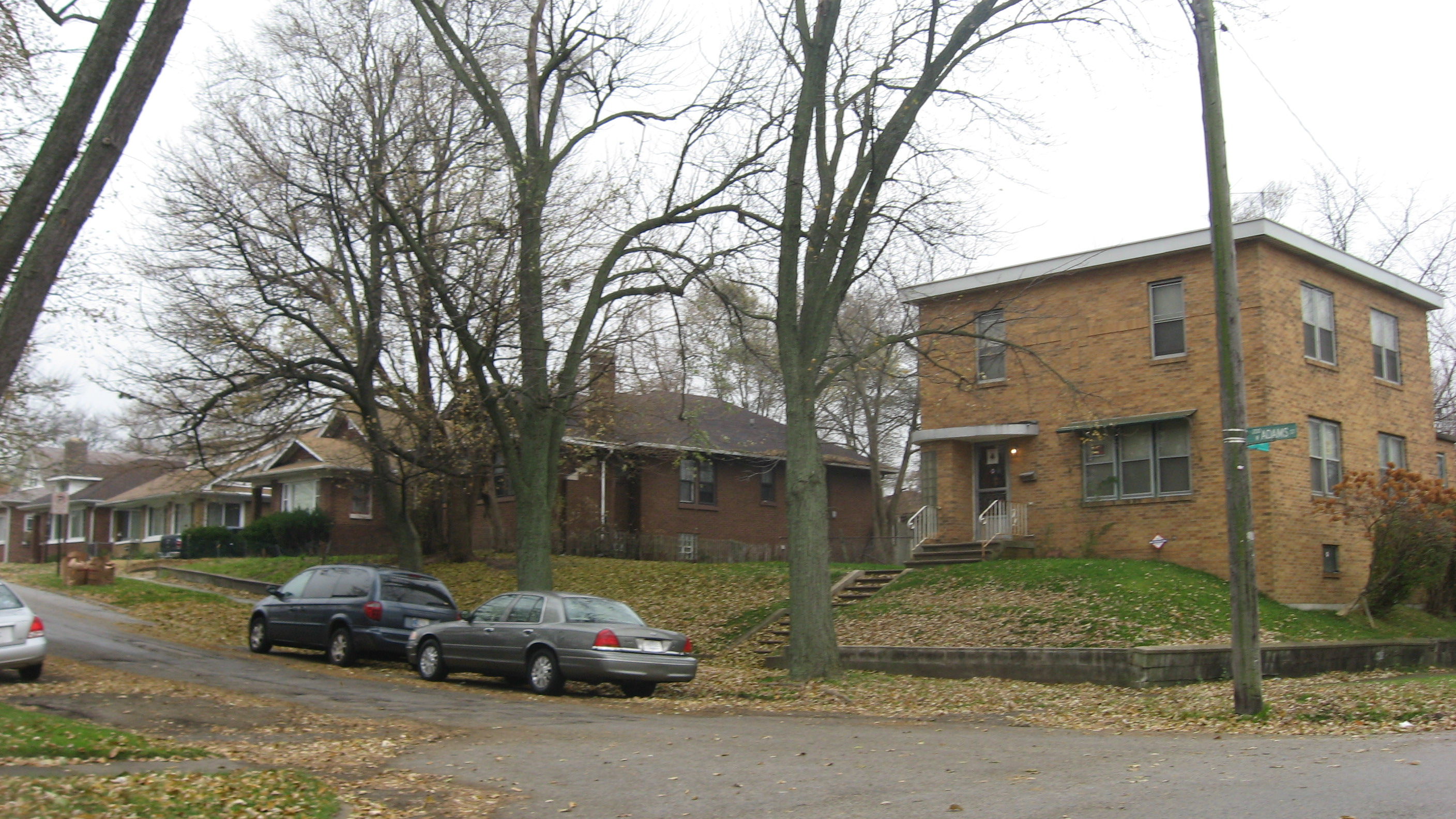
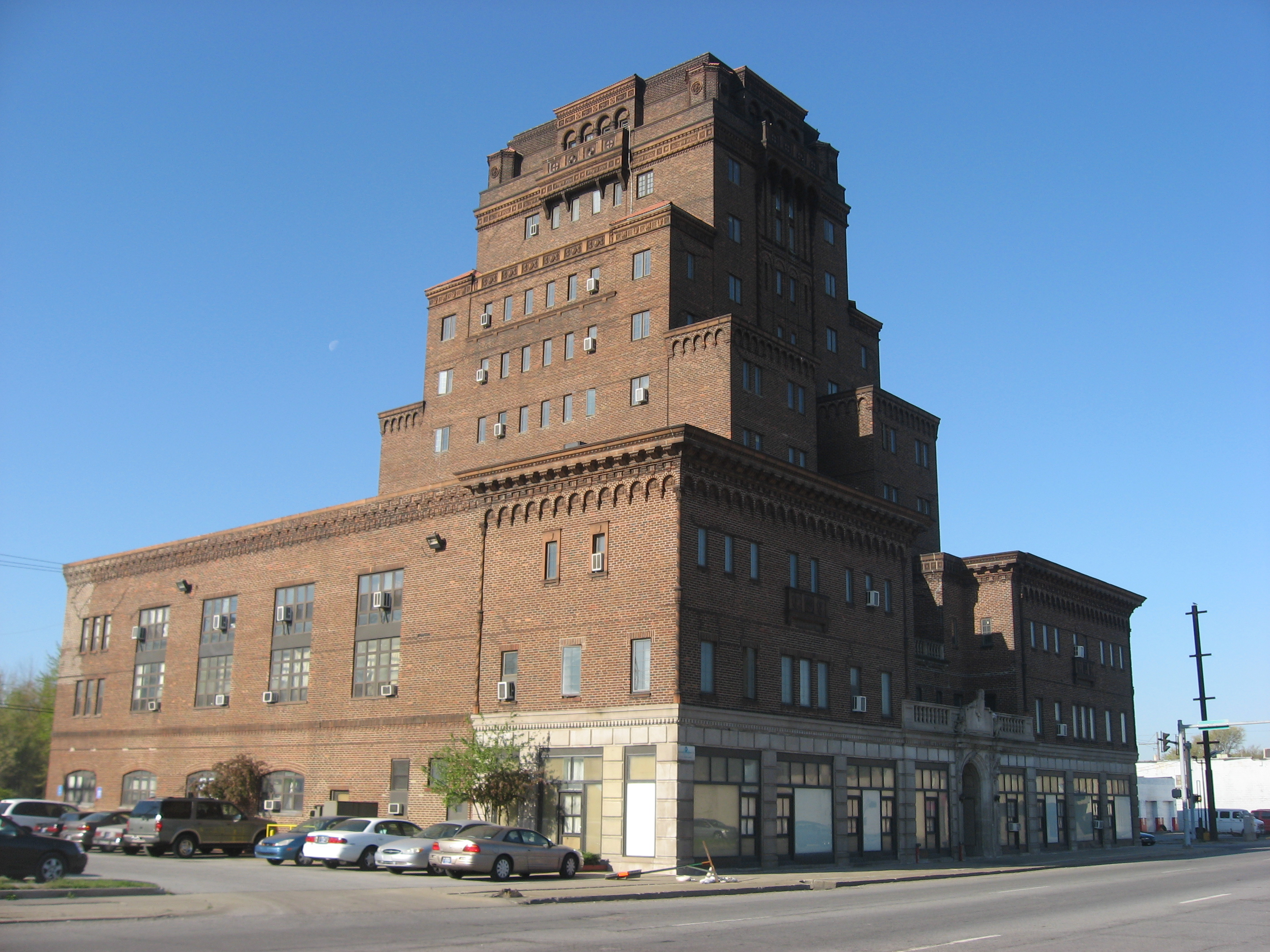
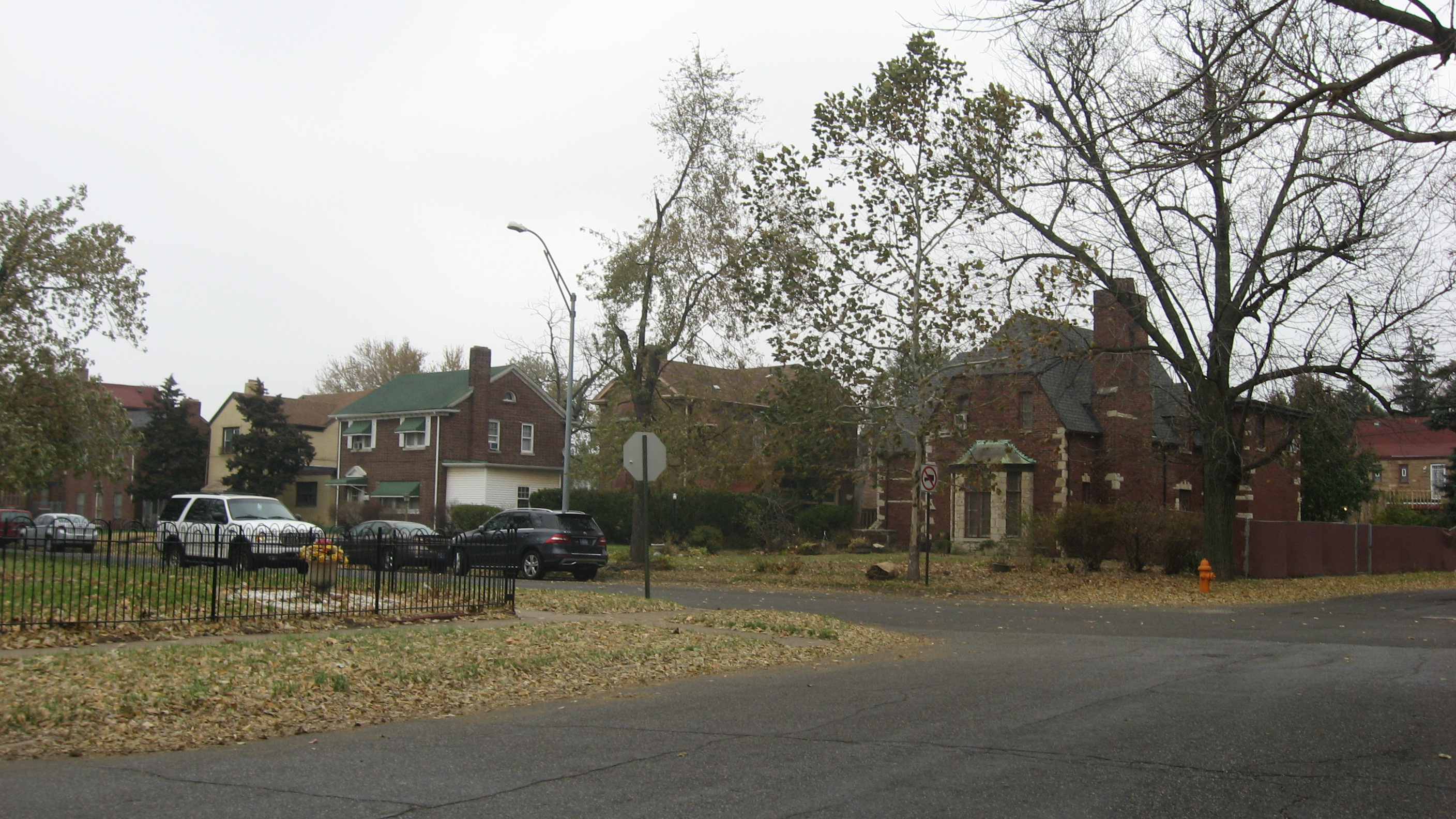
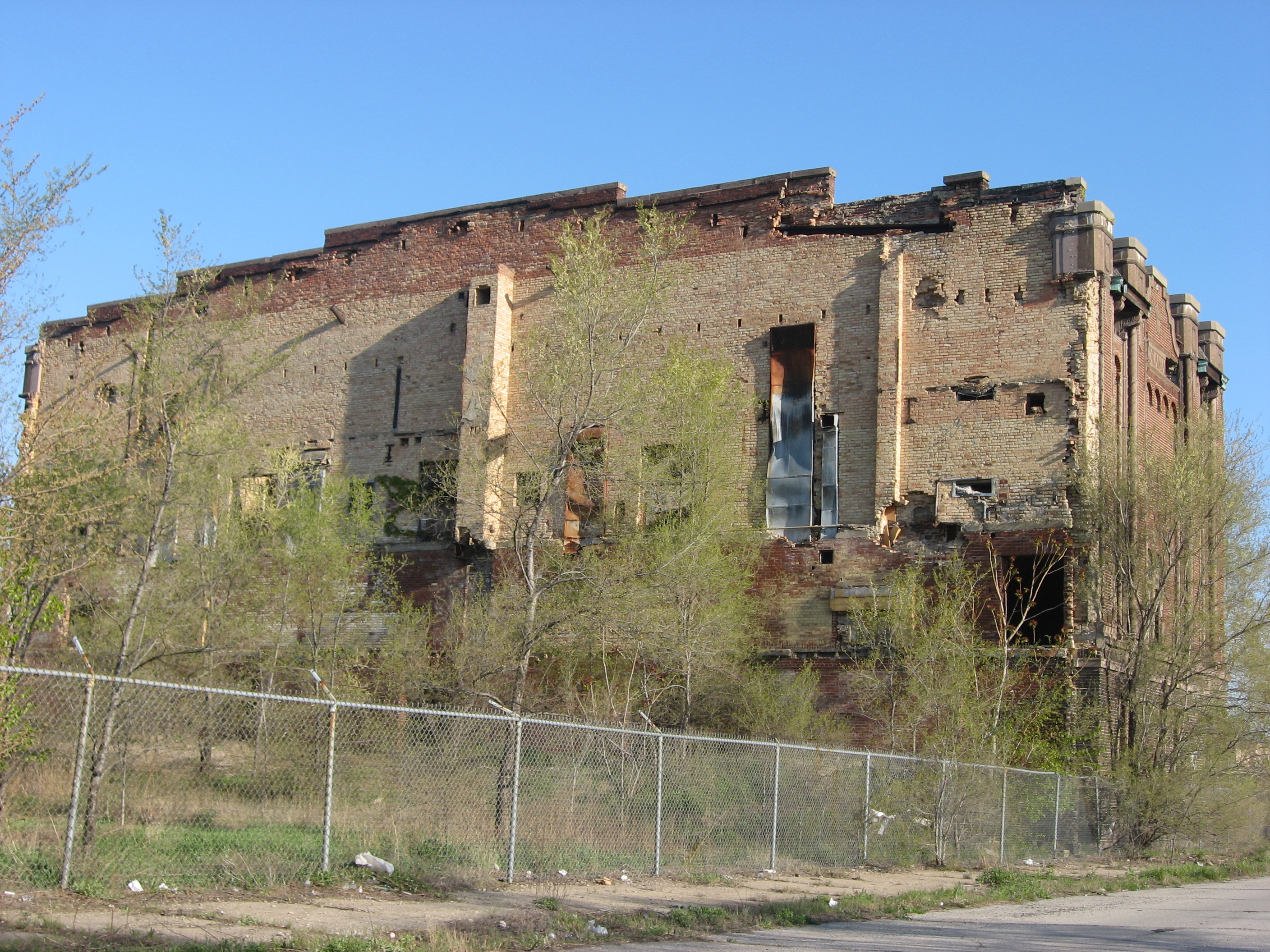